# 디오리 하마니 국제공항

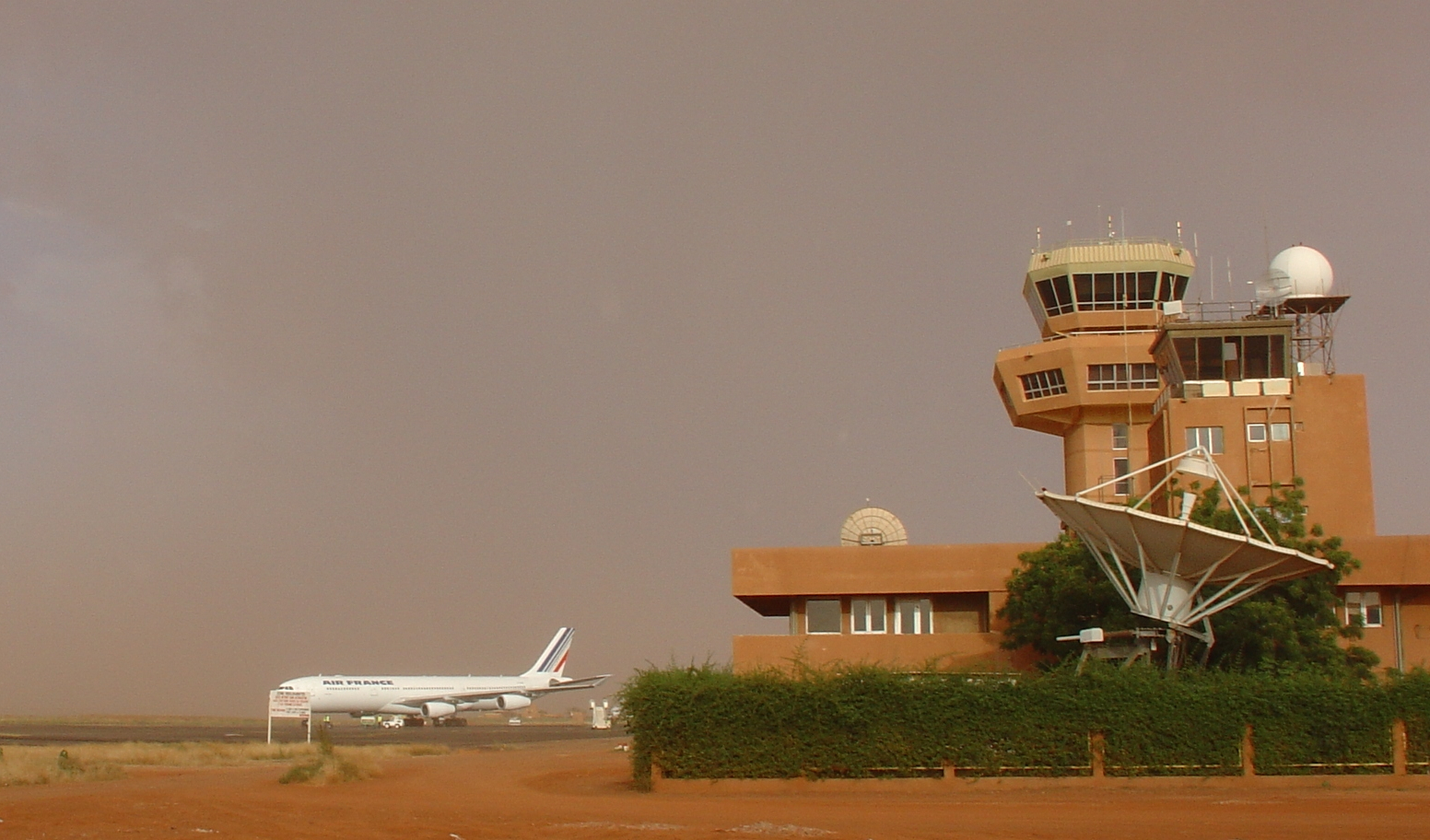

디오리 하마니 국제공항(Diori Hamani International Airport, IATA: NIM, ICAO: DRRN)은 니제르의 수도 니아메의 공항이다.
2019년 기준, 이 공항을 이용한 승객 수는 363,093명이다. NIM의 항공 교통 관제는 ASECNA가 운용한다. 이 공항의 이름은 제1대 니제르의 대통령 하마니 디오리의 이름을 딴 것이다.

## 같이 보기
- 니아메